# فرودگاه صحرایی فردی جونز
فرودگاه صحرایی فردی جانز (به انگلیسی: Freddie Jones Field) یک فرودگاه همگانی بهره‌برداری هوایی است که یک باند فرود آسفالت دارد و طول باند آن ۱۰۳۳ متر است. این فرودگاه در کشور ایالات متحده آمریکا قرار دارد و در ارتفاع ۴۹ متری از سطح دریا واقع شده است.